# UBL7
UBL7‏ (Ubiquitin like 7) هوَ بروتين يُشَفر بواسطة جين UBL7 في الإنسان.